# Salmo 19

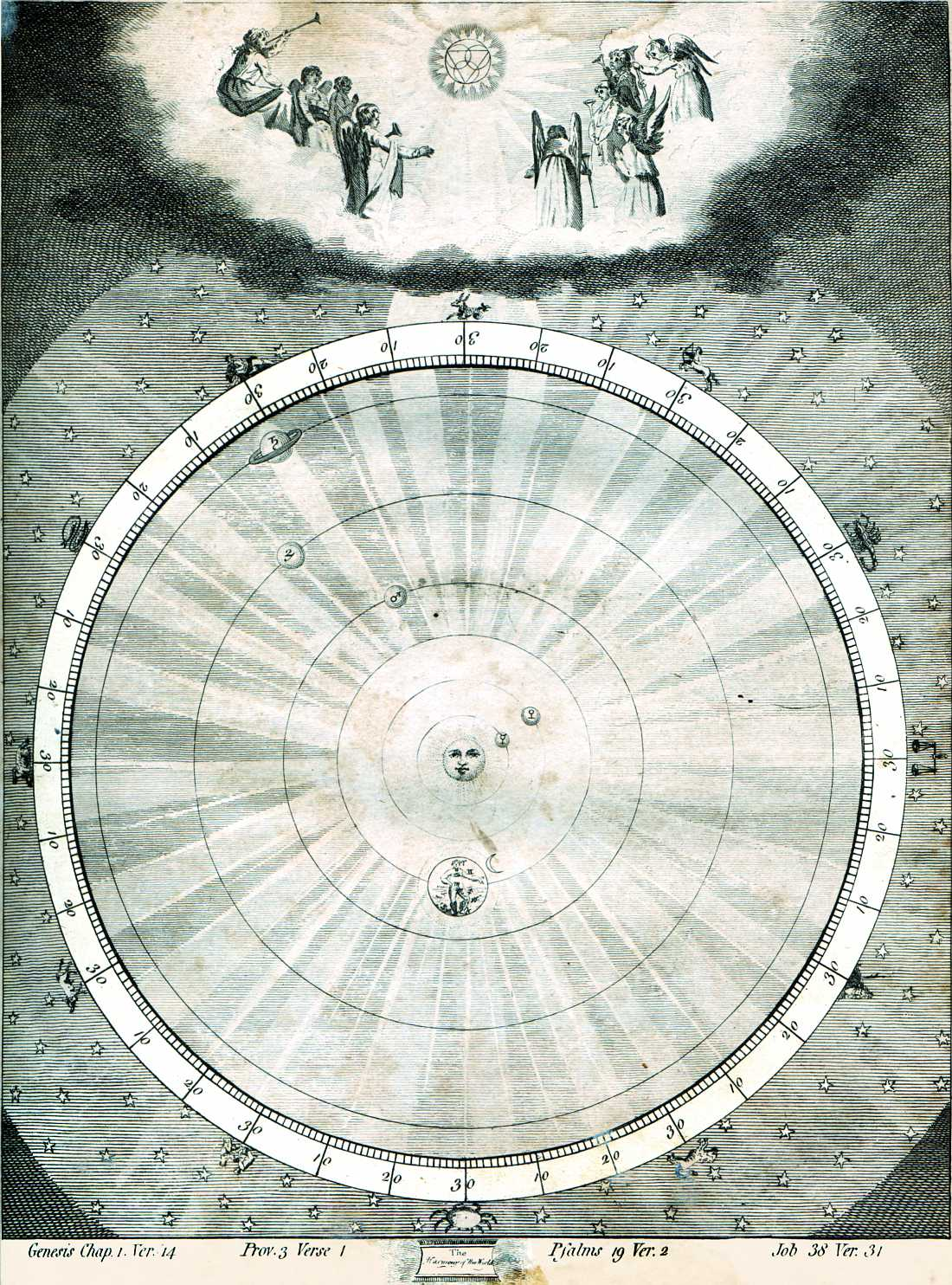
Illustrazione ottocentesca del sistema eliocentrico; al fondo dell'immagine vari riferimenti biblici, tra cui il secondo versetto del salmo 19.

Il salmo 19 (18 secondo la numerazione greca) costituisce il diciannovesimo capitolo del Libro dei salmi.
È tradizionalmente attribuito al re Davide. È utilizzato dalla Chiesa cattolica nella liturgia delle ore.